# Гулд, Роберт
Роберт Хьюитт Гулд (англ. Robert Hewitt Gould; род. 12 июня 1946, Ковентри, Уэст-Мидлендс) — английский футболист и тренер, игравший на позиции нападающего.

## Карьера игрока
Гулд начал футбольную карьеру в клубе из родного города «Ковентри Сити» в возрасте 16 лет. Первый профессиональный контракт подписал лишь в 1964 году. За 5 сезонов в клубе он выходил на поле 82 раза, забив при этом 40 мячей. В сезоне 1966/67 Гулд со своей командой заработали повышение в классе.
Роберт перешёл в лондонский «Арсенал» в феврале 1968 года за £90000. Он так и не смог пробиться в основной состав канониров, несмотря на то, что забил гол в финале Кубка лиги 1969 года в ворота «Суиндон Таун», переведя тем самым игру в овертайм. Гулд не принимал участие в финале Кубка ярмарок 1969/70, который выиграл «Арсенал», а концу сезона 1969/70 окончательно отстранился от команды.
В июне 1970 года Роберт перешел в «Вулверхэмптон Уондерерс» за £55 000, дебютировав в августе в матче против «Ньюкасл Юнайтед». Спустя 15 месяцев Гулд подписал контракт с «Вест Бромвич Альбион», его хотел видеть в команде лично главный тренер Дон Хоу. Стоимость трансфера составила £66666. В паре с Джеффом Аслом, Гулд отметился 19 мячами в 60 играх за «Вест Бром». В декабре 1972 года Роберт перешёл в «Бристоль Сити» за £68888.
В ноябре 1973 года Гулд подписал контракт с «Вест Хэм Юнайтед». Трансферная стоимость составила £80 000. В составе «молотобойцев» Гулд выиграл Кубок Англии, хоть и провёл весь его финал на скамейке запасных. В декабре 1975 года футболист вернулся в стан «волков» за £30 000 и помог им выиграть титул чемпиона Второго дивизиона в сезоне 1976/77.. С октября 1977 Гулд примерил на себя роль играющего тренера в «Бристоль Роверс», перейдя сюда за £10000. С января по апрель 1978 года он провёл уже в Норвегии набираясь тренерской практики в местном футбольном клубе «Олесунн», а позже, в сентябре того же года, он вернулся в Англию в «Херефорд Юнайтед» снова в качестве тренера-игрока.

## Тренерская карьера
В 1979 году Гулд присоединился к тренерскому штабу «Челси» в роли помощника главного тренера Джеффри Херста. После увольнения Херста в апреле 1981 года, Гулд принял управление командой в последние две игры сезона, после чего покинул клуб.
Гулд начал карьеру главного тренера в «Бристоль Роверс» в октябре 1981. С мая 1983 по декабрь 1984 года он тренировал родной «Ковентри». В том сезоне его клуб сенсационно разгромил «Ливерпуль» на своем поле со счётом 4:0, в то время как мерсисайдцы шли к своему треблу.
В 1985 Гулд вернулся в «Бристоль Роверс», где работал в течение двух сезонов.
Летом 1987 года Гулд занял тренерский мостик в «Уимблдоне», команде только что завершившей свой дебютный сезон в высшем дивизионе на шестом месте. Первый же сезон с новым тренером ознаменовался победой в Кубке Англии, в финале которого на «Уэмбли» был бит «Ливерпуль». Команда также завершила сезон на 7 месте. Гулд оставлся во главе «Донс» на протяжении еще двух сезонов, прежде чем оставил место тренера своего ассистенту Рэю Харфорду.
В декабре 1990 Роберт вернулся к тренерской практике войдя в штаб своего давнего знакомого Дона Хоу в «Куинз Парк Рейнджерс», где провел 2 месяца прежде, чем принять предложение от «Вест Бромвич Альбион». Несмотря на смену штаба в «Вест Броме», команда не смогла спастись от понижения в классе, и впервые в своей истории вылетела в третий дивизион в сезоне 1990/91.
В следующем сезоне «Альбион» не смог пробиться даже в раунд плей-офф третьего дивизиона, после чего Гулд покинул клуб, чтобы вернуться в «Ковентри». Примечательно, что Дон Хоу как раз работал с «Ковентри» в это время и Гулд должен был составить ему пару в тренерском штабе, однако Хоу покинул клуб перед стартом сезона, оставив клуб на своего товарища.
Роберт работал с родным клубом до тех пор, пока не подал в отставку в октябре 1993. Он был против организации и участия в Премьер-лиге, но, тем не менее, остался на посту тренера. По ходу сезона 1992/93 «Ковентри» шли на 4-й позиции к концу января, однако по окончании чемпионата команда оказалась лишь на 15-м месте. Ранее, Гулд приложил руку к трансферу Микки Куинна — нападающего «Ньюкасла», который отличился 17-ю голами по ходу сезона. Трансфер обошелся в £250000. Под руководством Гулда «Ковентри» громил «Ливерпуль» со счётом 5:1, а сезон 1993/94 начал с победы над «Арсеналом» на «Хайбери» со счётом 3:0.

### Сборная Уэльса
В 1995 году Роберт Гулд был приглашен в качестве наставника в сборную Уэльса. Валийские болельщики невысоко оценивали результаты работы Гулда с командой, отмечая странный выбор тактических решений, а также внутренние конфликты в сборной. В частности Натан Блейк отказался от работы с главным тренером, заявив, что последний позволял себе расистские высказывания на тренировках. Также имел место конфликт между Гулдом и Джоном Хартсоном. Забавный эпизод произошёл между Гулдом и Робби Сэвиджом, когда последний пошутил по поводу футболки Паоло Мальдини в эфире Sky Sports перед матчем со сборной Италии в рамках отбора на Чемпионат Европы 2000. Тренер изначально отстранил Сэвиджа от работы в сборной за неуважение к фигуре Мальдини, однако на следующий же день допустил его к занятиям. В итоге матч был проигран со счётом 0:4, Гулд был уволен. Марк Хьюз, входивший в штаб Гулда и занявший его место после разгрома от сборной Италии, прокомментировал позже, что Роберт дал установку «особо не заниматься итальянцами потому, как они всё равно будут только нырять».

### Возвращение в клубный футбол
В августе 2000 года Роберт Гулд был назначен тренером «Кардифф Сити», выступавшей в тот момент в третьем дивизионе. Спустя два месяца он пошёл на повышение и стал директором клуба. Однако Гулд покинул клуб после того, как «лазурные птицы» пробились во второй дивизион в сезоне 2000/01.
В феврале 2003 года Роберт Гулд стал тренером, боровшегося за выживание во втором дивизионе «Челтнем Тауна». В итоге клуб все-таки вылетел в третий дивизион, а следующий сезон начал с шести поражений в семи матчах. Это было одной из причин, почему болельщики клуба недолюбливали Гулда, в результате после домашнего матча с «Рочдейлом» Гулд объявил о том, что уходит в отставку.
12 апреля 2009 года клуб Национальной лиги «Уэймут» объявил о том, что Роберт Гулд будет руководить командой в оставшиеся пять матчей сезона В первом же матче «Уэймут» сыграл вничью 1:1 с «Форест Грин Роверс», прервав тем самым серию из 11 поражений к ряду. Тем не менее это не спасло команду от вылета в Южную Национальную лигу.

## Награды

### В качестве игрока
«Ковентри Сити»
- Второй дивизион Футбольной лиги: 1966/67

«Вулверхэмптон Уондерерс»
- Второй дивизион Футбольной лиги: 1976/77

«Вэст Хэм Юнайтед»
- Кубок Англии по футболу: 1975

### В качестве тренера
«Бристоль Роверс»
- Кубок Глостершира: 1982, 1983

«Уимблдон»
- Кубок Англии по футболу: 1988[7]